# Безденежных, Алексей Андреевич
Алексей Андреевич Безденежных (9 марта 1893, Малмыж, Вятская губерния — 24 мая 1966, Магнитогорск, Челябинская область) — русский советский учёный и педагог. Кандидат технических наук, доцент. Специалист в области металлургии. Директор (ректор) Магнитогорского горно-металлургического института в 1937—1939 и 1949—1954 годах.

## Биография
Родился в Орловском уезде Вятской губернии в крестьянской семье. Принимал участие в Первой мировой войне, побывал в немецкому плену. Член РКП (б) с 1918 (или с 1919) года.
С должности заместителя заведующего губернским земельным управлением был направлен в Омутнинский уезд заведующим Кайским лесничеством. Председатель Омутнинского уездного исполкома в 1926—1928 годах: находясь на этой должности, Безденежных занимался улучшением сельского хозяйства, «рассасыванием» рабочей силы законсервированных заводов уезда, землестроительством, проектированием железной дороги, реорганизацией Советов и организацией переписи населения, строительством зданий ветлечебницы и скотобойни в Омутнинске. Также занимал пост помощника директора Омутинского металлургического завода.
Окончил металлургический факультет Ленинградского политехнического института, (разделенного с 1930 по 1934 год на несколько отраслевых вузов, получил диплом Ленинградского металлургического института) в 1932 году, квалификация — инженер-металлург. Кандидат технических наук (1935), доцент (1935).
В 1937 году вместе с группой учёных из Ленинграда прибыл в Магнитогорск. Директор (ректор) Магнитогорского горно-металлургического института в 1937—1939 и 1949—1954 годах. До 1955 год заведовал кафедрой металлургии стали. В 1941—1946 годах — на Магнитогорском металлургическом комбинате: начальник мартеновской группы броневого бюро.
Автор 25 научных работ.
Скончался 24 мая 1966 года в Магнитогорске. Похоронен на Правобережном кладбище города.